# Peter Latham
Pour les articles homonymes, voir Latham (homonymie).
Peter Latham, né le 8 janvier 1984 à Te Awamutu, est un coureur cycliste néo-zélandais. Spécialiste de la poursuite sur piste, il a été médaillé de bronze de cette discipline aux championnats du monde de 2009 à Pruszkow. Sur route, il s'est classé troisième de l'UCI Oceania Tour 2005.

## Palmarès sur piste

### Championnats du monde
- Pruszkow 2009
  -  Médaillé de bronze de la poursuite par équipes
- Ballerup 2010
  -  Médaillé de bronze de la poursuite par équipes
- Apeldoorn 2011
  - 4e de la poursuite par équipes
- Melbourne 2012
  - 6e de la poursuite individuelle

### Coupe du monde
- 2004-2005
  - 2e de la poursuite par équipes à Los Angeles
- 2008-2009
  - 2e de la poursuite par équipes à Pékin
- 2009-2010
  - 3e de la poursuite par équipes à Melbourne
- 2010-2011
  - 2e de la poursuite par équipes à Manchester
- 2011-2012
  - Classement général de la poursuite
  - 1er de la poursuite à Pékin
  - 3e de la poursuite par équipes à Pékin

### Championnats d'Océanie
| Édition / Épreuve | Poursuite individuelle | Poursuite par équipes                            | Scratch |
| 2003              |                        | Argent                                           |         |
| 2005              |                        | Or (avec Tim Gudsell, Marc Ryan et Jason Allen)  | Argent  |
| 2009              | Argent                 | Or (avec Sam Bewley, Marc Ryan et Westley Gough) |         |
| 2011              | Argent                 | Bronze                                           |         |

### Jeux océaniens
- 2005
  -  Médaillé d'or de la poursuite par équipes (avec Timothy Gudsell, Marc Ryan et Jason Allen)
  -  Médaillé d'argent du scratch

### Championnats de Nouvelle-Zélande
- 2003
  -  Champion de Nouvelle-Zélande de poursuite
- 2006
  - 2e de la poursuite par équipes
- 2010
  - 3e du kilomètre
- 2012
  -  Champion de Nouvelle-Zélande de poursuite
  -  Champion de Nouvelle-Zélande de poursuite par équipes (avec Sam Bewley, Scott Creighton et Hayden McCormick)

## Palmarès sur route

### Par années
| - 20032 - Champion de Nouvelle-Zélande du contre-la-montre juniors - 2003 - Champion de Nouvelle-Zélande du contre-la-montre espoirs - 2e du championnat de Nouvelle-Zélande sur route espoirs - 2004 - Champion de Nouvelle-Zélande sur route espoirs - Champion de Nouvelle-Zélande du contre-la-montre espoirs - 2005 - 2e, 3e et 6e étapes du Tour de Wellington - Classement général des Trois Jours de Cherbourg - 1re étape du Tour de Southland (contre-la-montre par équipes) - Lake Taupo Cycle Challenge - 3e du Cabri Tour - 3e du Tour de Wellington - 3e du championnat du monde du contre-la-montre espoirs - 3e de l'UCI Oceania Tour | - 2006 - 3e du Circuit du Mené - 3e du Chrono champenois - 2007 - 2e étape du Kreiz Breizh - 2e du Grand Prix d'ouverture Pierre Pinel - 3e du Tour du Canton de Dun-le-Palestel - 2008 - Lake Taupo Cycle Challenge - 2009 - Champion de Nouvelle-Zélande du critérium - 2010 - Gore to Invercargill Classic - 1re étape du Tour of Elk Grove |  |

### Classements mondiaux
| Année            | 2005 | 2006 | 2007 | 2008 | 2009 | 2010 |
| ---------------- | ---- | ---- | ---- | ---- | ---- | ---- |
| UCI Europe Tour  |      | 723e |      |      |      |      |
| UCI Oceania Tour | 3e   | 93e  | 89e  |      | 44e  | 39e  |